# 6e arrondissement (Parijs)
Het 6e arrondissement is een van de 20 arrondissementen van Parijs.

## Wijken
Zoals alle arrondissementen, is ook het 6e opgedeeld in vier wijken (Quartier in het Frans):
- Quartier de la Monnaie
- Quartier de l'Odéon
- Quartier Notre-Dame-des-Champs
- Quartier Saint-Germain-des-Prés

Gedeeld met het 5e arrondissement:
- Quartier Latin

## Bezienswaardigheden

### Bruggen
- Pont Neuf
- Passerelle des Arts

### Cafés
- Bistro Le Polidor
- Café Le Procope
- Café Les Deux Magots
- Café de Flore
- Brasserie Lipp

### Kerken
- Église Saint-Germain-des-Prés
- De Saint-Sulpice, een 17e-eeuwse kerk, speelt een grote rol in De Da Vinci Code

### Overig
- Institut de France
- De Jardin du Luxembourg, een populaire plek om te ontspannen bij Parijzenaars en toeristen
- Het Musée Zadkine, het voormalige atelier van Ossip Zadkine
- Het Palais du Luxembourg, zetel van de Franse senaat, gebouwd tussen 1615 en 1625 in opdracht van Maria de' Medici
- Théâtre de l'Odéon

## Demografie
| Jaar | Bevolking | Dichtheid      |
| ---- | --------- | -------------- |
| 1911 | 102.993   | 47.815 inw/km² |
| 1962 | 80.262    | 37.262 inw/km² |
| 1968 | 70.891    | 32.911 inw/km² |
| 1975 | 56.331    | 26.152 inw/km² |
| 1982 | 48.905    | 22.704 inw/km² |
| 1990 | 47.891    | 22.234 inw/km² |
| 1999 | 44.919    | 20.854 inw/km² |
| 2013 | 44.458    | 20.640 inw/km² |

- Bibliothèque nationale de France: cb119555594 (data)
- Gemeinsame Normdatei: 4638539-3
- Library of Congress Control Number: n83182386
- Nationale Bibliotheek van Israël: 987007559966105171
- WorldCat: E39PBJv8Fv3Vhj8jfG4fj6Gfv3